# Coelichneumon popae
Coelichneumon popae là một loài tò vò trong họ Ichneumonidae.